# Ключевой (Краснодарский край)
Ключево́й — посёлок в Крыловском районе Краснодарского края.
Входит в состав Новосергиевского сельского поселения.

## Население
| 2002 | 2010 |
| ---- | ---- |
| 370  | ↘256 |

## Улицы
- ул. Казачья,
- ул. Кубанская,
- ул. Набережная,
- ул. Угловая,
- ул. Черёмушки.